# Ernesto Aparicio
Ernesto Hugo Aparicio (ur. 28 grudnia 1948) – salwadorski piłkarz, reprezentant kraju grający na pozycji napastnika.

## Kariera klubowa
Ernesto Aparicio podczas kariery piłkarskiej występował w klubie Atlético Marte San Salvador.

## Kariera reprezentacyjna
Ernesto Aparicio grał w reprezentacji Salwadoru w latach siedemdziesiątych. W 1970 roku uczestniczył w Mistrzostw Świata 1970. Na Mundialu w Meksyku wystąpił w dwóch spotkaniach Meksykiem i Belgią.